# کردان فارس
کردان فارس نامی است که جغرافی نویسان دوران اسلامی به عشایر ایرانی منطقه فارس داده‌اند. اطلاق این نام از آنجا آغاز می‌گردد که در سال شانزدهم هجزی قمری که عربها دل ایرانشهر یا جلگه‌های جنوبی عراق را که مرکز حکومت زمستانی ایرانیها بود تسخیر نمودند و سپس متوجه مناطق کوهستانی کردنشین شمال عراق گردیده و آنجا را تسخیر کردند. از گوشه و کنار این منطقه کوهستانی هرجا که چراگاه و زمین مرتفعی وجود داشت سرپناه یا سیاه چادرهای متحرک کردان برپا شده بود. هنگاهی که اعراب به فارس رسیدند مشاهده کردند عشایر فارس هم دارای چنین سیاه چادرهایی می‌باشند و بر همان سیاق آنها را کردان فارس خواندند و اصولاً هرکه را در سیاه چادر زندگی می‌کرد اورا کرد می‌نامیدند و چون عشیار و کوچندگان دامدار با چنین شیوه ای زندگی می‌کردند پس این نام به همه آنها تعلق گرفت و همین دیده‌ها و شیده‌ها و یادداشت‌ها مآخذ جغرافی دانان و مورخین بعدی قرار گرفت و به ثبت رسید. جواد صفی نژاد در کهن شهرها در این باره مینویسد: بر همين اساس بود كه منابع دوران اسلامى لُرهاى ساكن پهنۀ فارس را كُرد گفتند و در تأليفات خود كُردان فارس نوشتند و سرپرستان آنها را از اكراد برشمردند و به دنبال اين طرز تفكر بود كه بدليسى هم در سال ۱۰۰۵ ه‍. ق. در شرفنامۀ خود، در تقسيم‌بندى اكراد به چهار شاخه (كرمانج، لُر، كلهر و گوران) قوم لر را نيز كُرد ناميده است.

## تاریخچه
در زمان باستان تا اواسط سده نهم هجری، ۵۰۰ هزار کرد در فارس هستند. اینها به صورت پنج ایل در فارس می‌زیسته‌اند.
مارتین فان براینسن، پژوهشگر هلندی و کردشناس می‌گوید :
نام قومی «کرد» که در منابع قرن نخست اسلام دیده می‌شود بر یک پدیده رمه‌گرایی و شاید واحدهای سیاسی نامیده می‌شد و نه یک گروه زبانی. یک یا دو بار «کردهای عرب» در منابع نام برده شدند. اما در پایان قرن دهم میلادی، این نام برای گروه‌های متعدد رمه‌داران و کوچ‌گران ایرانی‌زبان به کار می‌رفته‌است که از دریاچهٔ وان تا دریاچهٔ ارومیه و مناطقی از قفقاز زندگی می‌کردند. اگر در آن زمان روستانشینی بودند که به زبان‌های کردی امروز تکلم می‌کردند، هنوز نام «کرد» در آن زمان شامل آن‌ها نمی‌شد.
کهن‌ترین و تنها اثری که طایفه‌های کردهای شبانکاره را بازکاوی کرده، فارس‌نامه ابن بلخی است که بین سال‌های ۵۰۰ تا ۵۱۰ هجری قمری نوشته شده و کردهای ساکن منطقهٔ فارس را شامل پنج گروه اسماعیلیان، رامانیان، کرزومیان، مسعودیان و شکانیان دانسته‌است. او در پژوهش خود احتمال می‌دهد که این کردها، مذهبی تسنن و امامیه و هفت امامی داشته که با زبانی غیر از پارسی سخن می‌گفته، اما زبان پارسی را خوب می‌دانسته‌اند. به گفته ابن بلخی، پنج قبیله عمده کرد در فارس با استیلای اعراب نابود شده بودند و کردهایی که در قرن دوازدهم در فارس بودند، غیر از شبانکارا، توسط آل بویه به آنجا آورده شده بودند. در قرن یازدهم کردهای زیادی در فارس زندگی می‌کردند. اگرچه ابن بلخى شابانكارا را از قبايل كرد فارس متمايز میى‏كند.

## معنی واژه کُرد
ولادمیر الکسیویچ ایوانف می‌گوید نام کرد در سده‌های میانه نامی بود که بر همهٔ رمه‌گران و کوچ‌گران ایرانی اطلاق می‌شد.
ریچارد فرای، ایران‌شناس و پروفسور دانشگاه هاروارد نیز می‌گوید: قبایل همیشه بخشی از تاریخ ایران بودند هرچند منابع در مورد آن‌ها کم است زیرا آن‌ها خود تاریخ‌ساز نبودند. عنوان فراگیر و عامیانه «کرد» که در بسیاری از کتاب‌های عربی و حتی پهلوی (کارنامه اردشیر بابکان) دیده می‌شود نامی بود که فراگیرنده همه کوچ‌گران و چادرنشینان بود حتی اگر با مردمانی که امروز نام «کرد» دارند از پیوند زبانی نبودند. برای نمونه، برخی از منابع مردمان لرستان را کرد نامیدند و همچنین قبایل کوهستان و حتی بلوچان کرمان. همچنین در کارنامه اردشیر بابکان (پاپکان) هم کردان به معنی عشایر و شبان آمده است. در زبان طبری امروز نیز کلمهٔ کرد به معنی چوپان و شبان است.
واژه کرد در قرون اولیه اسلامی کاربردی عام برای همه گله داران، بیابان گردان، چادر نشینان و کوه نشینان کوهستان‌های زاگرس و دامنه‌های آن داشته است. از این رو بیش از آن که در کاربرد این واژه به معیارهای هویتی و قومی‌توجه شود، شباهت‌های معیشتی مورد توجه قرار می‌گرفت. به بیان دیگر به آن دسته از ایرانیانی که در صحرا و دامنهٔ کوه‌ها بسر می‌بردند و گوسفندان و چهارپایان را پرورش می‌دادند و چوپانی می‌کردند، بدون در نظر گرفتن ماهیت قومی و نژادی، به آنان «کرد» می‌گفتند. چنان‌که یعقوبی جایگاه کردان را کوهستان‌های حد فاصل اصفهان و اهواز ذکر کرده است. و استخری، ضمن برشمردن طوایف و ایلات فارس آنها را کرد به معنی گله‌داران بیابانگرد توصیف کرده است.
ولادمیر مینورسکی ایران‌شناس و مورخ و کردشناس نیز می‌گوید: در زمان پس از حمله اعراب، لغت قومی‌کرد برای تیره‌های قبایل گوناگون ایرانی‌تبار و ایرانی‌شده بکار می‌رفت.
واژهٔ کرد در دوره پس از ورود اعراب به ایران و در متون عربی واژه کرد به معنای مردمان کوچ‌نشین و عشایر و رمه‌گردان به کاربرده شد.
مارتین فان براینسن، پژوهشگر هلندی و کردشناس می‌گوید: نام قومی «کرد» که در منابع قرن نخست اسلام دیده می‌شود بر یک پدیده رمه‌گرایی و شاید واحدهای سیاسی نامیده می‌شد و نه یک گروه زبانی. یک یا دو بار «کردهای عرب» در منابع نام برده شدند. اما در پایان قرن دهم میلادی، این نام برای گروه‌های متعدد رمه‌داران و کوچ‌گران ایرانی‌زبان به کار می‌رفته است که از دریاچهٔ وان تا دریاچهٔ ارومیه و مناطقی از قفقاز زندگی می‌کردند. اگر در آن زمان روستانشینی بودند که به زبان‌های کردی امروز تکلم می‌کردند، هنوز نام «کرد» در آن زمان شامل آن‌ها نمی‌شد.
جواد صفی نژاد در کهن‌شهرها مینوسید: مفهومى كه مورّخين و جغرافيدانان از واژۀ كُرد و قوم كُرد داشته‌اند متفاوت است، ولى برخى از پژوهشگران اين هر دو واژه را يكى دانسته‌اند و متوجه تفسير مفهومى آن نشده‌اند و به دنبال آن پژوهشگران امروزى هم دچار همين اشتباه گرديده، اين دو واژه را با مفهوم واحد «قوم كرد» به كار برده‌اند.